# Bettina Böttinger (Fußballspielerin)
Bettina Böttinger (* 5. April 1977) ist eine ehemalige deutsche Fußballspielerin.

## Karriere
Böttinger gehörte dem SC Klinge Seckach als Mittelfeldspielerin an, für den sie von 1995 bis 1997 in der Gruppe Süd der seinerzeit zweigleisigen Bundesliga Punktspiele bestritt. Höhepunkt während ihrer Vereinszugehörigkeit war das Mitwirken im Finale um den Vereinspokal am 25. Mai 1996 im Olympiastadion Berlin, das ihre Mannschaft erreicht hatte. In diesem, das mit 1:2 gegen den FSV Frankfurt vor 40.000 Zuschauern – als Vorspiel zum Männerfinale – verloren ging, wurde sie für Ulrike Ballweg in der 85. Minute eingewechselt. Ihre letzte Saison spielte sie in der nunmehr eingleisigen Bundesliga.

## Erfolge
- DFB-Pokal-Finalist 1996